# Patsy Fagan
Patsy Fagan, född 15 januari 1951, irländsk före detta snookerspelare, numera tränare.

## Karriär
Fagan gick 1974 till final i engelska amatörmästerskapen i snooker, första gången han deltog i turneringen. Han blev professionell två år senare, och året därpå, 1977, vann han sin största seger, första upplagan av UK Championship. Denna turnering, som numera räknas som den näst största rankingturneringen i världen, hade inte rankingstatus vid denna tid, det fick den först 1984.
Samma säsong, 1977/78, gjorde Fagan sin bästa VM-turnering i karriären, då han gick till kvartsfinal, efter att bland annat ha slagit publikfavoriten Alex Higgins med 13-12. Fagan nådde aldrig mer några riktiga toppresultat, men låg stadigt bland topp-20 på världsrankingen, som bäst nådde han plats 11 säsongen 1978/79, världsrankingen var då enbart baserad på resultaten i de tre senaste VM-turneringarna.
Under 1980-talet började det gå utför med karriären, till stor del beroende på att Fagan hade så svårt att spela med krattan, det redskap snookerspelarna använder då det är svårt att nå vit boll. Det blev till slut en mental blockering för honom, och han fick avsluta sin aktiva karriär 1989, 38 år gammal. Den senaste tiden har han arbetat som coach till den unge snookerspelaren Alfie Burden.

## Vinster

### Icke-Rankingturnerignar
- UK Championship - 1977